# Rennau

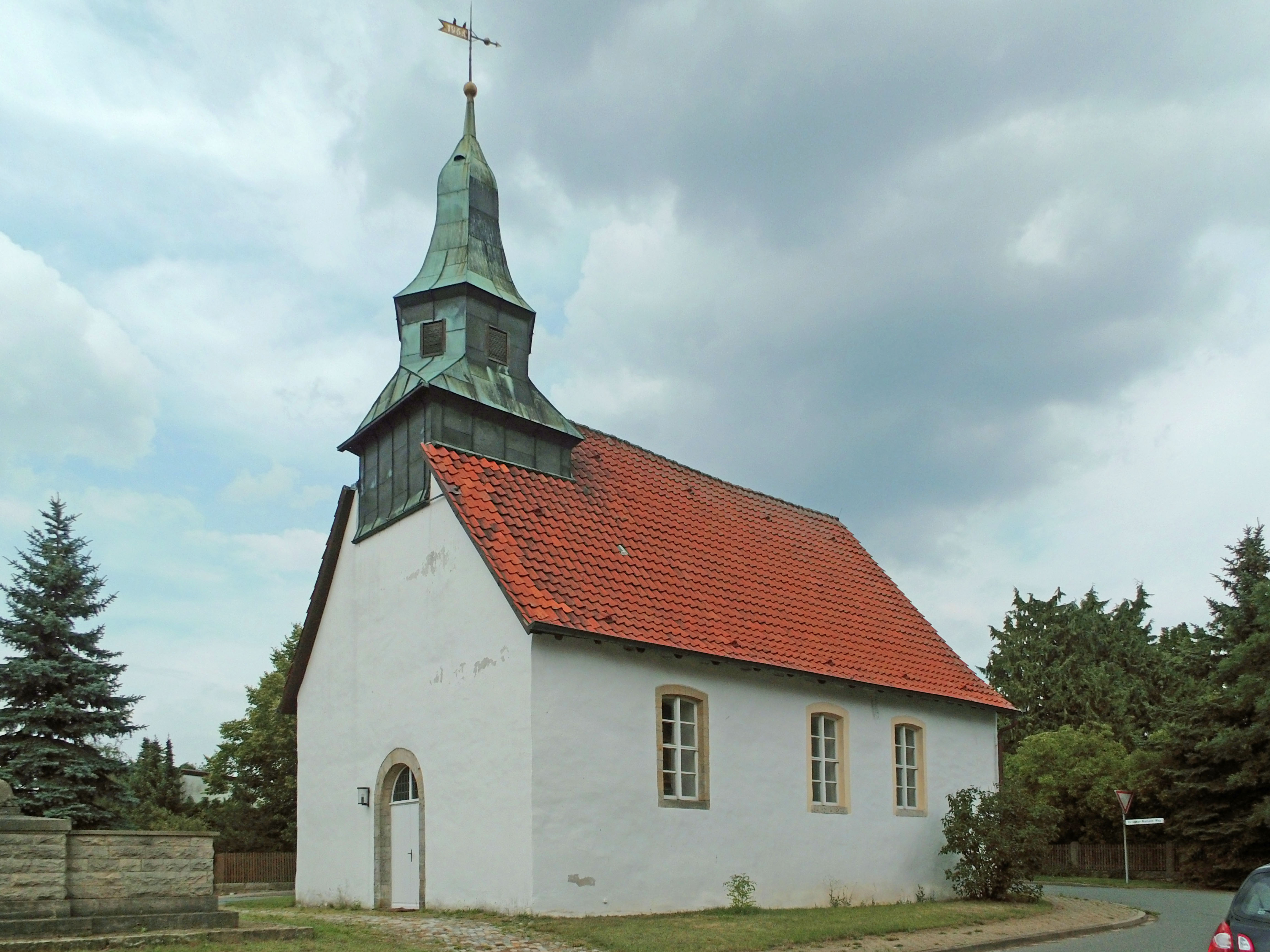
Kapelle St. Stephan im Ortsteil Rennau

Rennau ist eine Gemeinde im Landkreis Helmstedt in Niedersachsen (Deutschland). Die Gemeinde Rennau ist Mitgliedsgemeinde der Samtgemeinde Grasleben.

## Geografie

### Lage
Rennau liegt nordwestlich von Helmstedt im Naturpark Elm-Lappwald und ist südöstlichster Zipfel des Hasenwinkels. 

### Gemeindegliederung
Die Gemeinde Rennau besteht aus drei Ortsteilen:
- Ahmstorf
- Rennau
- Rottorf am Klei

Ferner gehört zur Gemeinde auch noch der Gutshof Trendel, der wenige Kilometer südlich von Rennau direkt an der Bundesautobahn 2 liegt.

## Geschichte
Im Jahre 1022 wurde die Gemeinde erstmals in einer bischöflich-hildesheimischen Urkunde erwähnt.

### Eingemeindungen
Am 1. März 1974 wurden die Gemeinden Ahmstorf und Rottorf eingegliedert.

## Religion
Die am Palmsonntag 2025 entwidmete Kapelle in Rennau gehörte zuletzt zur 2007 gegründeten Kirchengemeinde Hasenwinkel und damit zum Kirchenkreis Wolfsburg-Wittingen im Sprengel Lüneburg der Evangelisch-lutherischen Landeskirche Hannovers.

## Politik

### Gemeinderat
Der Rat der Gemeinde Rennau setzt sich aus neun Ratsfrauen und Ratsherren zusammen.
2021–2026
| Gemeinderat 2021–2026Insgesamt 9 Sitze - SPD: 1 - BLR: 8 | Gemeinderatswahl 2021Wahlbeteiligung: 74,58 % 9080706050403020100 89,18 %10,82 % BLRaSPDAnmerkungen:a Bürgerliste Rennau |

2016–2021
- Bürgerliste Rennau 8 Sitze
- FDP 1 Sitz

(Stand: Kommunalwahl 11. September 2016)

### Bürgermeister
Ehrenamtlicher Bürgermeister der Gemeinde Rennau ist seit November 2021 Christian Michel. Er ist Mitglied der CDU und über die Bürgerliste Rennau in den Gemeinderat eingezogen. Er löst damit seinen langjährigen Vorgänger Jörg Minkley (CDU) ab, welcher ab 2021 für dieses Amt nicht mehr zur Verfügung stand.
Zudem wurde Frank Nitsche erneut zum ehrenamtlichen Gemeindedirektor (allgemeiner Vertreter des Samtgemeindebürgermeisters) gewählt.

## Wirtschaft
Die Gemeinde Rennau verfügt, bis auf ein Busunternehmen und ein stillgelegtes Hotel- und Tagungszentrum (Gudhorst), über wenige Gewerbeansiedlungen. Ein von der Stadt Helmstedt vorgeschlagenes gemeinsames Gewerbegebiet zwischen dem Helmstedter Ortsteil Barmke und der Gemeinde Rennau direkt an der Bundesautobahn 2 wurde von Seiten der Gemeinde Rennau abgelehnt. Die Gemeinde Rennau hat sich außerdem dafür entschieden die Wirtschaftsförderung selbst in die Hand zu nehmen und ist gegen eine geplante Zentralisierung auf Landkreisebene.

## Verkehr
Rennau liegt westlich der Bundesstraße 244 und verfügt in unmittelbarer Nähe über einen Anschluss an die Bundesautobahn 2 von Hannover nach Berlin.

## Söhne und Töchter der Gemeinde
- Heinrich-Wilhelm Ronsöhr (1945–2010), Politiker (CDU) und MdB